# 小豆蔻
小豆蔻，又名印度小豆蔻、細豆蔻、綠豆蔻、蘇泣迷羅、素泣謎羅香（羅馬化：sūkṣmailā），香港坊間香料舖稱之為青砂仁，是一种薑科多年生的草本植物。喜欢生长在山坡边阴凉潮湿的地方。小豆蔻是一种烹调香料、种子可以做中药。
多年生草本。根茎粗壮，棕红色。叶两列，叶片狭长披针状，叶鞘具棕黄色柔毛。穗状花序由茎基部抽出。花序显著伸长，花排列稀疏，花冠白色。果实长卯圆形，果皮质韧，不易开裂。种子团分3瓣，每瓣种子5～9枚，种子气味芳香而峻烈。
姜科（Zingiberaceae）多年生草本植物的完整的果实或种籽，或其乾粉末，学名Elettaria cardamomum。用作香料，稍辣，其味似樟。在东方是菜肴调味品，特别是咖哩菜的佐料。在斯堪的那维亚则常用於面食品调味。
该植物原产印度南部潮湿的森林，可收采野生的果实，现印度、斯里兰卡和瓜地马拉大量栽培。地上部分多叶从分枝的根茎长出高1.5∼6公尺（5∼20呎）；花枝长约1公尺（约3呎），直立或蔓生；每条花枝生有多数花朵，花径约5公分（2吋），花瓣绿色，唇瓣白色具紫脉。完整的果实径8∼15公釐，是绿色的三面体广椭圆形蒴果，内含有15∼20粒黑色、红褐色至褐黑色的硬而具棱的种子。在成熟前采摘，弄净，晒乾或烘乾。用燃烧的硫漂白、干燥，簸物去皮，即得脱壳的干燥小豆蔻。精油含於种皮表皮下大型薄壁细胞中，含量为2∼10％；主要成分是桉树脑和d-z酸松油脂。
小豆蔻有温中祛寒，行气燥湿的功效。

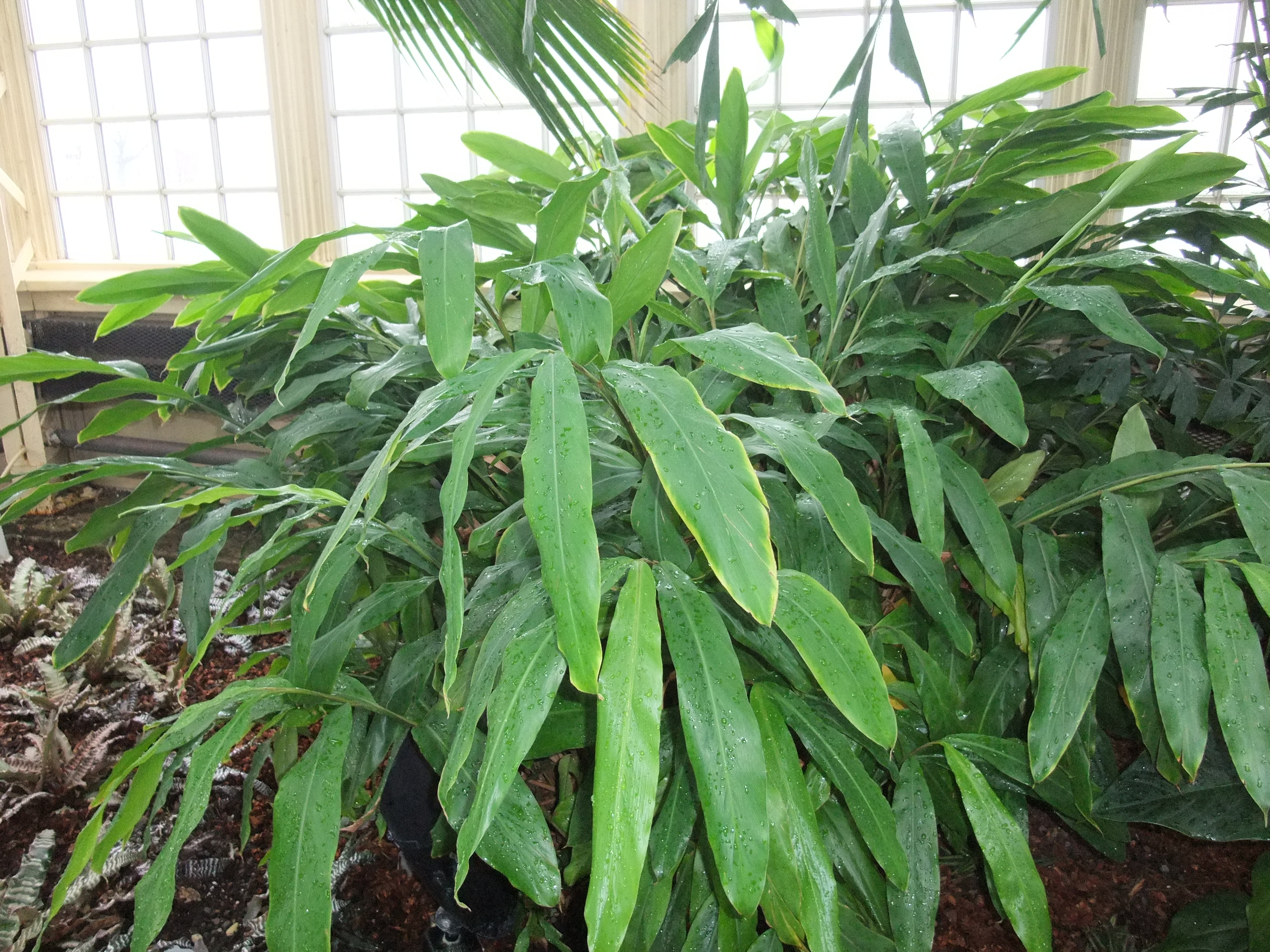
植株
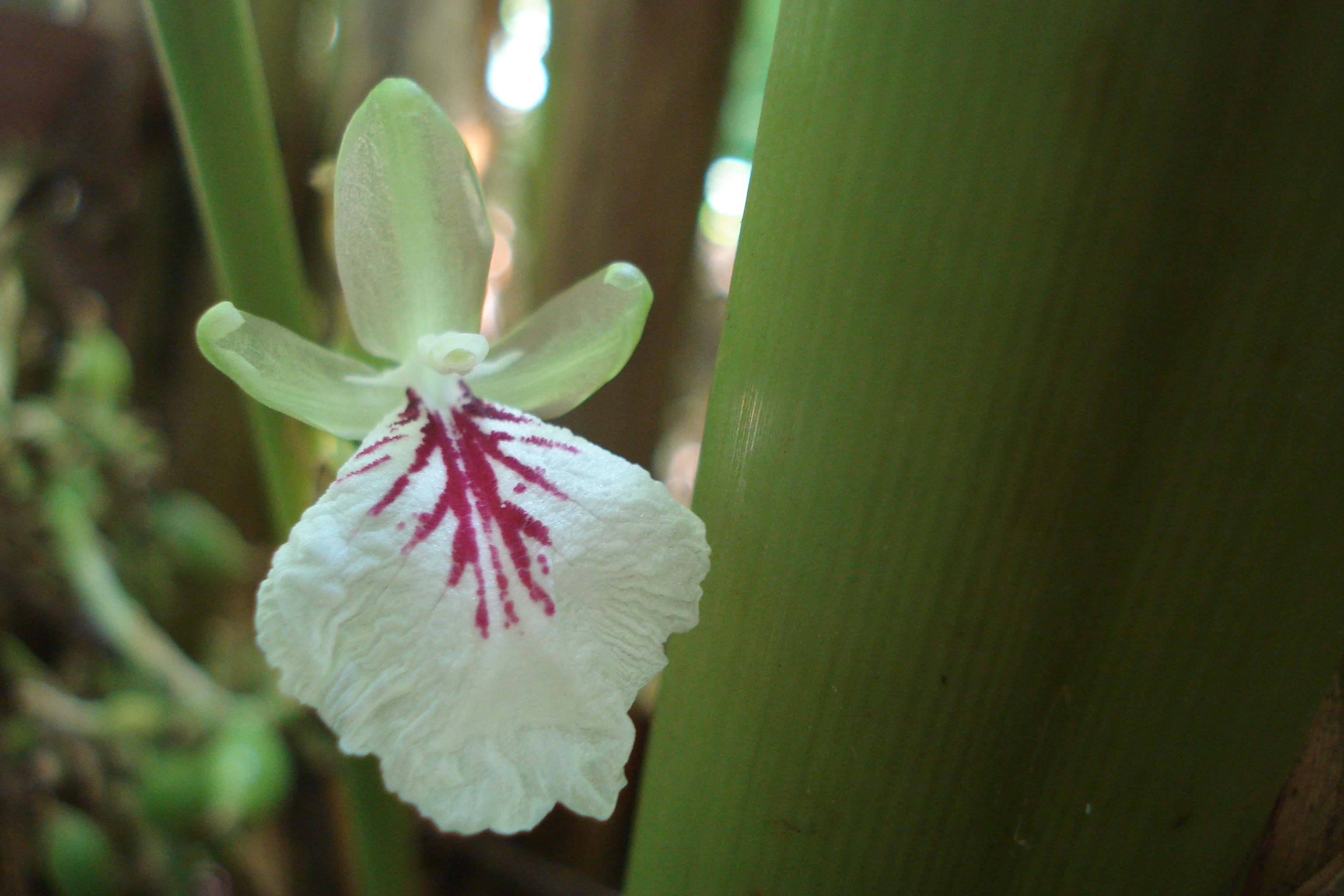
花
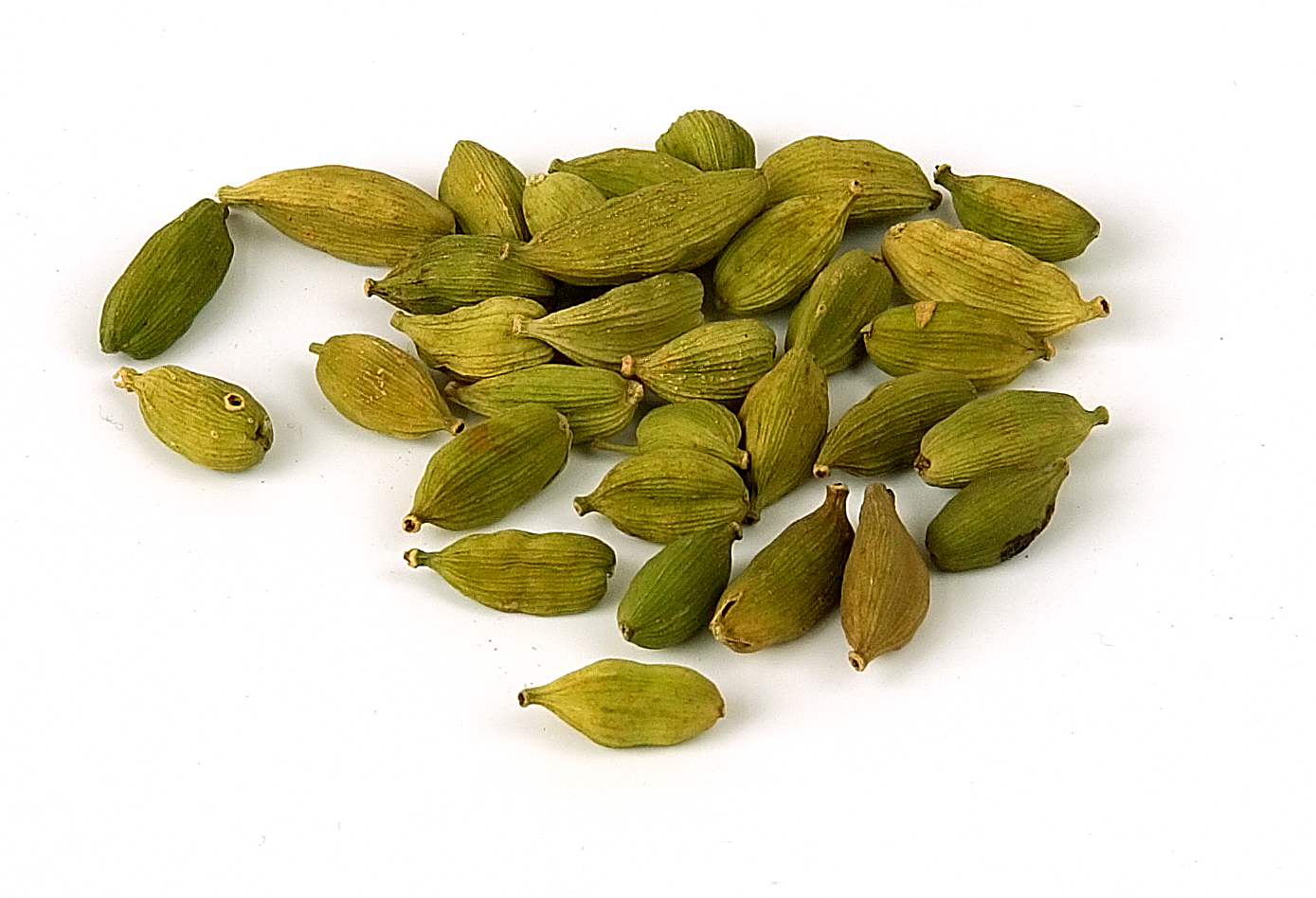
果莢
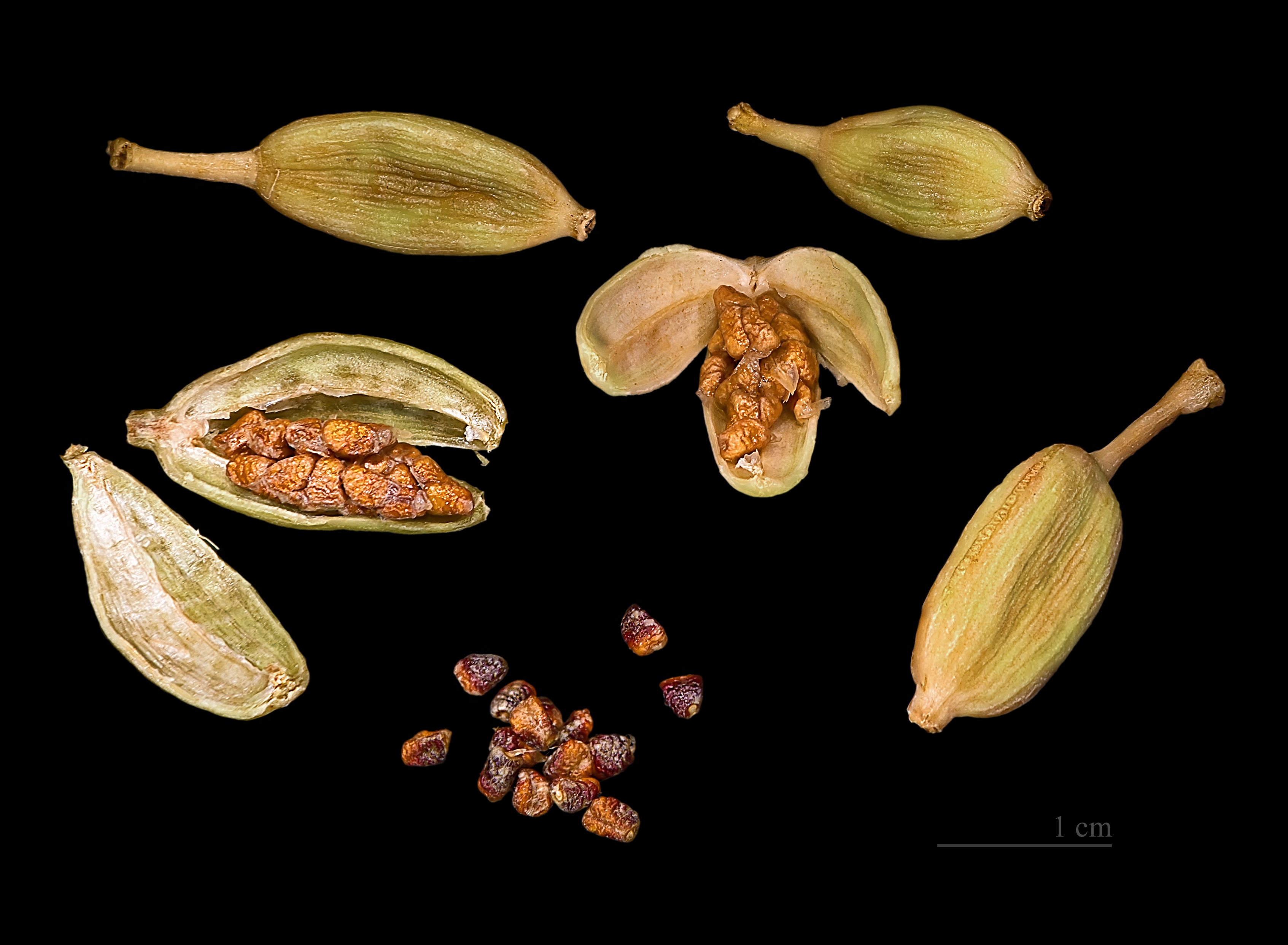
種子